# Lisbeth Sundén Andersson
Lisbeth Maria Sundén Andersson, född 13 juli 1950 i Örgryte församling i Göteborg, är en svensk politiker (moderat), som var ordinarie riksdagsledamot 2014–2018, invald för Göteborgs kommuns valkrets.
I riksdagen var hon suppleant i arbetsmarknadsutskottet och konstitutionsutskottet.
Sedan 2023 representerar hon det lokala partiet Demokraterna i Göteborgs kommunfullmäktige.
Sundén Andersson är bosatt i Göteborg.